# Ernest Linard
Pour les articles homonymes, voir Linard (homonymie).
Ernest Linard est un architecte belge éclectique qui a conçu quelques bâtiments teintés d'Art nouveau à Bruxelles.

## Immeubles de style éclectique teintés d'Art nouveau
- 1905 : double maison de commerce, 38 place Van Meenen et 31 rue de Savoie[1]
- 1906 : avenue Paul Dejaer, 24

## Immeubles de style éclectique[2]
- 1909 : rue Alfred Cluysenar, 56
- 1909 : rue Alfred Cluysenar, 64
- 1909 : rue Alfred Cluysenar, 66
- 1909 : rue Alfred Cluysenar, 68